# Босс, Хуго
Ху́го Фердинанд Босс (нем. Hugo Ferdinand Boss; 8 июля 1885, Метцинген, Королевство Вюртемберг, Германская империя — 9 августа 1948, Метцинген, Вюртемберг-Гогенцоллерн, Германия) — основатель немецкой компании-производителя модной одежды Hugo Boss.

## Биография
Родился 8 июля 1885 года в городе Метцинген, земля Баден-Вюртемберг. Учился в народной школе и до 1899 года посещал реальное училище. В течение трёх лет обучался купеческому делу в Бад-Урахе.
В 1902 году пошёл работать на ткацкую фабрику в Метцингене. После прохождения воинской службы с 1903 по 1905 год работал на ткацкой фабрике в Констанце.
В 1908 году после смерти родителей унаследовал их текстильный магазин в Метцингене. В том же году женился на Анне Катарине Фрейзингер (нем. Anna Katharina Freysinger). От этого брака родилась дочь Гертруда (нем. Gertrud), которая в 1931 году вышла замуж за торгового агента Ойгена Холи (нем. Eugen Holy).
В 1914 году с началом Первой мировой войны Хуго Босс ушёл в звании обер-ефрейтора на фронт и в том же звании уволился из армии в 1918 году. В 1923 году основал в Метцингене небольшую швейную фабрику по производству рабочей и спортивной одежды.
В 1930 году фабрика оказалась под угрозой банкротства. 1 апреля 1931 года Хуго Босс вступил в Национал-социалистическую немецкую рабочую партию (членский номер 508889) и тем самым спас своё предприятие, получив партийный заказ на производство униформы СА, СС и Гитлерюгенда.
Историк Роман Кёстер, автор исследования «Хуго Босс, 1924—1945. Фабрика одежды между Веймарской республикой и третьим рейхом», опубликованного в 2011 году, пишет: «Согласно всем имеющимся источникам, фирма не имела ничего общего с дизайном униформ».
В 1934 году Босс купил ткацкую фабрику и перенёс на её территорию швейные мастерские. В 1937 году на него работали почти сто человек. С началом Второй мировой войны его фабрика была объявлена важным военным предприятием и получила заказ на изготовление униформы вермахта. В период с 1940 по 1945 год на фабрике были задействованы 140 подневольных рабочих — в основном из Польши и Украины, а также 40 французских военнопленных.
После Второй мировой войны Босс быстро переключился на производство рабочей одежды для железнодорожников и почтальонов. В ходе денацификации он был признан пособником нацистов, лишён избирательных прав и приговорён к штрафу в размере 80 тыс. марок. Выплачивая штраф, он безуспешно попытался вернуть себе избирательное право.
Умер 9 августа 1948 года в возрасте 63 лет от зубного абсцесса. После его смерти руководство фирмой перешло в руки его зятя Ойгена Холи.